# Utvrda Bahla
Utvrda Bahla (arapski: قلعة بهلاء‎, Qal'at Bahla) je najpoznatija od četiri povijesne utvrde na gorju Džebel Ahdar ("Zeleno gorje") u pokrajini Unutrašnji Oman, oko 200 km južno od glavnog omanskog grada, Muskata. 
Bahla oaza je izvanredan primjer srednjovjekovne utvrđene islamske oaze s okruglim tornjevima iz vremena prije ratovanja barutom u kojoj je zajednica poljoprivrednika, pod vodstvom vladajuće elite, organizirala sustav navodnjavanja i obrane. Cijelo naselje s utvrdom, sokakom (trgovište), labirintom nastambi od glinenih opeka, podzemnim sustavom navodnjavanja (afladž) i vrtom palmi je okruženo adobe zidinama dugima 12 km. Ona je još početkom 9. stoljeća bila jedno od uporišta Haridžita koji su se opirali "normalizaciji" koju je u islamu provodio kalif Harun al-Rašid. 
Utvrda u Bahli je izgrađena na temeljima starije utvrde, u 13. i 14. stoljeću kada je Bahla cvala pod vladavinom plemena Banu Nebhan (Nabahini, do 15. stoljeća). Bahla je bila središte ibadizma na kojemu su omanski imami temeljili svoju vlast, a čiji se utjecaj osjetio širom Arabije, Afrike i dalje. 
Ruševni adobe zidovi i tornjevi njihove prijestolnice se uzdižu više od 50 metara iznad temelja od pješčenjaka. Utvrda nije obnavljana sve do 1987. godine i tada je izgledala poprilično jadno s dijelovima zidina koji su sve više rušili sa svakom kišnom sezonom. Odmah nakon što je utvrda Bahla upisana na UNESCO-ov popis mjesta svjetske baštine u Aziji 1987. godine, sljedeće godine je upisana na popis ugroženih mjesta svjetske baštine. Nakon što je tijekom obnove od 1993. do 1999. godine Omanska vlada potrošila skoro 9 milijuna $, i nakon što je godinama bila pokrivena skelama i nepristupačna turistima, godine 2004. skinuta je s popisa ugrožene svjetske baštine.
Jugozapadno od utvrde nalazi se stara "Džamija petka" s izrazito plastičnim mihrabom iz 14. stoljeća koja je također dio zaštićenog lokaliteta.
Grad je još uvijek nadaleko poznat po svojoj Bahla lončariji. 

## Vanjske poveznice
- Virtualni obilazak Utvrde Bahla  Arhivirana inačica izvorne stranice od 13. studenoga 2020. (Wayback Machine)